# Edensor Park, New South Wales
Edensor Park este o suburbie în Sydney, Australia.